# Hermann Lenz
Hermann Karl Lenz, född 26 februari 1913 i Stuttgart, död 12 maj 1998 i München, var en tysk författare. Han debuterade 1936 med diktsamlingen Gedichte, men novellen och romanen blev hans flitigast använda, litterära uttrycksmedel. Åren 1999-2009 utdelades ett litterärt pris till tyskspråkiga författare i hans namn, Hermann-Lenz-Preis, av juryn för Petrarca-Preis, ett pris Lenz själv hade mottagit 1987. Han är inte översatt till svenska (2016).

## Liv
Hermann Lenz växte upp i Künzelsau som son till teckningsläraren Hermann Friedrich Lenz och hans fru Elise, och från elvaårsåldern i Stuttgart. Efter studenten och avbrutna teologistudier i Tübingen började han 1933 studera konsthistoria, filosofi, arkeologi och germanistik i Heidelberg och från 1937 i München. Efter tidiga intryck från Eduard Mörike, Adalbert Stifter, Arthur Schnitzler och Hugo von Hofmannsthal bland andra skrev Lenz sina första dikter och prosastycken. 1936 kom debutdiktsamlingen Gedichte, vilken följdes av den flera gånger omarbetade novellen Das stille Haus innan andra världskriget bröt ut.
Under kriget deltog han från 1940 i slaget om Frankrike och i kriget mot Sovjetunionen och hölls ett år efter kriget, fram till 1946, i amerikansk krigsfångenskap. De erfarenheter han gjorde både som student och som soldat kom att prägla hela hans författarskap. Redan från början såg sig Lenz som motståndare till nazismen och drog sig tillbaka in i sig själv, en skådeplats för många berättelser längre fram och föremål för reflektion i otaliga figurmonologer. Efter sin frigivning arbetade han som författare. 1951-71 var han också sekreterare i Süddeutscher Schriftstellerverband, det sydtyska författarbundet, i hemstaden Stuttgart. 1946 gifte han sig med konsthistorikern Johanna Trautwein, som han hade lärt känna redan 1937 i Heidelberg. Hon var dotter till bildkonstnären Edith Cohen och mikrobiologen Kurt Trautwein som av rasistiska skäl hade avskedats från sin forskartjänst vid Münchens tekniska universitet i det nationalsocialistiska Tredje riket. Hon förekommer i makens självbiografiska romansvit som Treutlein Hanni. Fram till 1975 bodde paret i Hermann Lenz föräldrahem i Stuttgart. En arvstvist fick dem därefter att flytta över till hustruns föräldrahem i München.
Lenz var inte alls uppmärksammad under många år, men sent omsider fick han ändå ett erkännande. Genom en artikel i Süddeutsche Zeitung strax före jul 1973 bidrog den ledande österrikiske författaren Peter Handke till att Hermann Lenz fick ett visst genombrott på tyskspråkig mark vid 60 års ålder. Några år senare tilldelades han sitt hemlands viktigaste litterära utmärkelse, Georg Büchner-priset, vilket ledde till en ännu bredare uppmärksamhet och till att i synnerhet den självbiografiska romanen Neue Zeit, som utspelar sig under andra världskriget, fick en större läsekrets. 
Hermann Lenz var inbjuden till Gruppe 47 i oktober 1951. Han läste ur en tidig version av kortromanen Nachmittag einer Dame som gavs ut först tio år senare och som bildar första delen i trilogin Der innere Bezirk (1980). Hans distanserade hållning till gruppen överensstämmer med Paul Celans, som läste året efter i Niendorf. Upplevelsen finns med i romanen Ein Fremdling (1983).

## Verk
Från debuten 1936 och fram till 1997 gav Hermann Lenz ut mer än 30 böcker. Verkets kärna utgörs av den självbiografiska romancykeln om alter ego-figuren Eugen Rapp, vilken inleds med Verlassene Zimmer (1966) och avslutas med Freunde (1997). Nästan utan motstycke i den tyskspråkiga litteraturen efter 1945 utforskar denna romanserie väsentliga, självbiografiska delar och fångar samtidigt Tysklands politiska historia under 1900-talet. Romanerna Andere Tage (1968) och Neue Zeit (1975) anses sticka ut mer än de övriga, då de återger den vardagliga konfrontationen med Tredje riket dels som student och dels som soldat. Lenz utgår från ett självbiografiskt koncept ("skriva hur man är", lyder en av hans centrala maximer). Det syftar till att i de noggrant gestaltade levnadsdetaljerna antyda en metafysisk bakgrund, där det "förgångna och samtida flyter samman".
I likhet med Eugen Rapp är övriga romankaraktärer inga "hjältar", utan ofta vardagsmänniskor som utmärker sig genom sin särskilda mänsklighet. På samma sätt fascinerar Lenz böcker inte så mycket genom sin dramatiska handling som genom sitt innehåll och verkningen av det bildrika språket. I böcker som Dame und Scharfrichter (1973) eller Der Wanderer (1986) lyckas Lenz hela tiden sammanföra de självbiografiska och de transcenderande komponenterna i sitt skrivande. Mest markanta stilmedel är en "inre dialog"-form. Den gör huvudkaraktärens perspektiv transparent och får speglingarna av yttervärlden att omedelbart övergå i förnimmelser. Vid sidan av romanerna om Rapp och sin sporadiskt utgivna lyrik publicerade Lenz en mängd romaner och noveller. Vissa dyker ner i 1800-talets värld, som Die Begegnung (1979) och Erinnerung an Eduard (1981), andra så som trilogin Der innere Bezirk (1961-80) skisserar fram medvetna motbilder till den egna biografin. Emellanåt, framför allt i den Kafka-inspirerade, allegoriska romanen Spiegelhütte (1962), men även i novellsamlingen Das doppelte Gesicht (1949), anknyter Lenz till den magiska realismens berättartradition.

### Stipendium och pris i Hermann Lenz namn
1993 grundade Hermann Lenz en stiftelse till stöd för unga författare och litteraturvetare. Sedan 1997 delar stiftelsen ut ett årligt stipendium. Åren 1999–2009 skedde detta i samband med utdelandet av litteraturpriset Hermann-Lenz-Preis, åren 2010–14 i samband med utdelandet av Petrarca-Preis.
Efter författarens död instiftade den tyske mecenaten Hubert Burda ett litteraturpris till hans ära, Hermann-Lenz-Preis. Det utdelades under en 10-årsperiod (1999-2009) istället för det äldre Petrarcapriset men med samma jury. Ralf Rothmann mottog exempelvis priset 2001 och Friederike Mayröcker var den sista att få det. Efter änkan Johanna Lenz död återfick priset sitt ursprungliga namn.

## Verkförteckning (urval)

### Dikter
- Gedichte (Hamburg: Blätter für die Dichtung, 1936)
- Wie die Zeit vergeht (Colloquium poeticum Bd. 6, Frankfurt: Corvus Verlag, 1977)
- Zeitlebens: Gedichte 1934–1980 (München, Schneekluth 1981)
- Zu Fuss (Warmbronn: Keicher, 1987)
- Rosen und Spatzen. Med ett tal till Hermann Lenz av Peter Hamm. (München: Verlag Klaus G. Renner, 1991) ISBN 3-927480-12-6.
- Vielleicht lebst du weiter im Stein. Ett dikturval av Michael Krüger (Frankfurt am Main: Suhrkamp, 2003)

### Novellsamlingar och kortromaner
- Das stille Haus, novell (Stuttgart: Dt. Verlags-Anst., 1947)
- Das doppelte Gesicht, tre noveller (Dt. Verl.-Anst., 1949)
- Die Abenteurerin, kortroman (Dt. Verl.-Anst., 1952)
- Nachmittag einer Dame, kortroman (Neuwied: Luchterhand, 1961)
- Dame und Scharfrichter, kortroman (Köln: Hegner, 1973)
- Der Tintenfisch in der Garage, kortroman (Frankfurt am Main: Insel 1977)
- Erinnerung an Eduard, kortroman (Frankfurt/M.: Insel-Verl., 1981)
- Der Letzte, kortroman (Frankfurt a.M.: Suhrkamp, 1984)
- Der Käfer und andere Geschichten, novellsamling (Passau: Refugium Verlag, 1989)
- Jung und alt, kortroman (Frankfurt am Main: Insel, 1989)
- Hotel Memoria, novellsamling (Insel, 1990)
- Schwarze Kutschen, kortroman (Insel, 1990)
- Jugendtage, kortroman (Passau: Reche, 1993)
- Zwei Frauen, kortroman (Insel, 1994)
- Feriengäste, novellsamling, med efterord av Peter Hamm (Regensburg – Mittelbayerische Dr.- & Verl.-Ges., 1997)
- Die Schlangen haben samstags frei, novellsamling (Insel, 2002)

### Romaner
- Der russische Regenbogen (Darmstadt: Luchterhand 1959)
- Spiegelhütte (Köln: Hegner 1962)
- Die Augen eines Dieners (Köln, Olten: Hegner 1964)
- Im inneren Bezirk (Köln: Hegner 1970)
- Der Kutscher und der Wappenmaler (Köln: Hegner, 1972)
- Die Begegnung (Frankfurt am Main: Insel 1979)
- Der innere Bezirk, trilogi [Nachmittag einer Dame   – Im inneren Bezirk  – Constantinsallee] (Frankfurt am Main: Insel 1980)

#### Romanserie om Eugen Rapp
En självbiografisk romanserie med samlingsnamnet Vergangene Gegenwart ["Förfluten samtid"]:
1. Verlassene Zimmer (Köln und Olten: Hegner, 1966)
2. Andere Tage (Hegner, 1968)
3. Neue Zeit (Frankfurt a. M.: Insel 1975)
  1. Neue Zeit - Mit einem Anhang: Briefe von Hermann Lenz (Insel, Berlin 2013) ISBN 978-3-458-17567-4.(Nyutgåva med tidigare okända dokument ur kvarlåtenskapen till hundraårsdagen av diktarens födelse, utvalda av Peter Hamm)
4. Tagebuch vom Überleben und Leben (Insel, 1978)
5. Ein Fremdling (Insel, 1983)
6. Der Wanderer (Insel, 1986)
7. Seltsamer Abschied (Insel, 1988)
8. Herbstlicht (Insel, 1992)
9. Freunde (Insel, 1997)

### Brevväxlingar
- Paul Celan - Hanne und Hermann Lenz: Briefwechsel. Med tre brev av Gisèle Celan-Lestrange (Frankfurt am Main: Suhrkamp 2001)
- Peter Handke - Hermann Lenz: Berichterstatter des Tages (Frankfurt am Main: Insel Verlag 2006)

### Övrigt
- Stuttgart. Porträt einer Stadt (Belser Verlag, 1983; nyutgåva: Suhrkamp, 2003)
- Leben und Schreiben Frankfurter Vorlesungen (Suhrkamp, 1986)
- Hermann Lenz. Bilder aus meinem Album (Insel Verlag, 1987)
- Im Hohenloher Land. Mit 38 Fotos von Karlheinz Jardner (Eulen-Verlag, 1989)
- Hermann Lenz zum 80. Geburtstag. Festschrift. Under redaktion av Thomas Reche och Hans Dieter Schäfer (Verlag Thomas Reche, 1993)
- Schwäbischer Lebenslauf. Efterord av Hans Dieter Schäfer (Verlag Ulrich Keicher, 2013) (Förstudie till romanen Verlassene Zimmer (1966). Hans Dieter Schäfer kompletterar texten med läsarter kring en anteckningsbok av Hermann Lenz från året 1942.)

## Litterära priser och utmärkelser (urval)
- 1978 Georg Büchner-priset
- 1984 Förbundsrepubliken Tysklands förtjänstorden. Stort förtjänstkors.
- 1985 Arts et Lettres-orden. Officer.
- 1987 Petrarca-Preis
- 1993 Maximiliansorden för konst och vetenskap

## Tonsättningar
- Rudi Spring: Abend der Kindheit (op. 20a, till författaren Hermann Lenz 70-årsdag 1983) för sopran och kvintett (klarinett, horn, harpa, violin och cello). Uruppförande 1983 i München (Hochschule für Musik und Theater München)
- Wolfgang Rihm: Nebendraußen (1998) för sångröst och piano. Uruppförande 1998 i Köln (symfoniorkester)

1.Die Handbewegung – 2.Spätjahr – 3.November – 4.Nebendraußen – 5.Dein Handwerk I – 6.Notiz – 7.Dein Handwerk II – 8.Versteinerung – 9.Mitgefühl – 10.Liebe Zeit

### Fotnoter
1. 1 2  Discogs, Discogs artist-ID: 1129771, läst: 9 oktober 2017.[källa från Wikidata]
2. 1 2  Babelio, Babelio författar-ID: 151189, läst: 9 oktober 2017.[källa från Wikidata]
3. 1 2  Brockhaus Enzyklopädie, Brockhaus Enzyklopädie-ID: lenz-hermann-karl.[källa från Wikidata]
4. ↑  läs online, www.pnreview.co.uk .[källa från Wikidata]
5. ↑  läs online, www.goethe.de .[källa från Wikidata]
6. ↑  läs online, articles.chicagotribune.com  .[källa från Wikidata]
7. ↑  Gemeinsame Normdatei, läst: 30 december 2014.[källa från Wikidata]
8. ↑  Gemeinsame Normdatei, läst: 26 juni 2015.[källa från Wikidata]
9. ↑  läs online, www.literaturpreisgewinner.de , läst: 20 juli 2021.[källa från Wikidata]
10. ↑  ”Hermann-Lenz-Preis (1999-2009), en översikt.”. Arkiverad från originalet den 18 mars 2013. https://web.archive.org/web/20130318011403/http://hermann-lenz-preis.de/index_01.html. Läst 16 maj 2013.
11. ↑  Hans hemtrakter tillhörde USA:s ockupationszon av Tyskland efter kriget. Se Ockupationen av Tyskland efter andra världskriget.
12. ↑  Se brevväxlingen med Paul Celan (2001), s. 8 och s. 169 (Anmerkung 10); Ein  Fremdling, s. 77-85.
13. ↑  Schreiben, wie man ist (Skriva hur man är), är också titeln på en avhandling av Rainer Moritz om Hermann Lenz verk (1989)
14. ↑  Hermann-Lenz-Stiftung zum Hermann-Lenz-Stipendium Idén med Hermann Lenz stiftelse och stipendium hermann-lenz-stiftung.de